# Hieracium atalum
Hieracium atalum es una especie de planta con flor del género Hieracium, de la familia Asteraceae, orden Asterales.

## Distribución
Hieracium atalum se distribuye por Noruega.

## Taxonomía
Fue descrita científicamente por (Omang) Omang. Fue publicada en Nyt Mag. Naturvidensk. 56: 72 (1919).